# Forte Castellana
Il forte della Castellana si trova sull'omonimo monte sul golfo di Spezia, all'altezza di 507 mslm.

## Storia
Il luogo in cui sorge costituisce un punto di osservazione unico, scelto per le sue peculiarità già ai primi dell'Ottocento.

Napoleone diede disposizione di costruirvi uno dei forti necessari alla difesa dell'arsenale che avrebbe dovuto sorgere al Varignano.
Il 13 maggio 1811 fu dato inizio ai lavori della costruzione del Forte Napoleone, predisponendo anche la strada di accesso alla sommità del monte Castellana. I lavori vennero però sospesi nel gennaio del 1814 e non furono mai portati a termine.
L'attuale forte è stato costruito, tra il 1859 e il 1861, dal Regno d’Italia come un caposaldo integrato nel Sistema difensivo della nuova base navale della Spezia.
Il forte ha una pianta esagonale irregolare ed è circondato da un  ampio fossato di difesa. Nella cinta muraria sono praticate anche numerose feritoie incorniciate da pietre sbozzate. Le fronti di combattimento sono poste sui lati est e ovest.
All’interno è unica corte, con la caserma sul lato est e i magazzini su quello ovest.
Durante la Prima guerra mondiale il forte Castellana venne attrezzato per contrastare le possibili incursioni aeree.

Nel corso della Seconda guerra mondiale fu in uso antiaereo e adibito anche a polveriera.
In disuso nel secondo dopoguerra, il forte è stato poi restaurato dalla Marina Militare e usato come centrale per le ricetrasmissioni.
Come altri forti del sistema difensivo del Golfo, anche il forte Castellana è incluso nel Catalogo Generale dei Beni Culturali.